# Persone di nome Giorgos
| Questa pagina contiene informazioni ricavate automaticamente dalle voci biografiche con l'ausilio del template Bio e di un bot. L'aggiornamento è periodico e automatico e ricostruisce completamente la pagina. Se manca una persona in questa lista, sei pregato di non aggiungerla, ma accertati piuttosto che la sua voce biografica contenga il template Bio e che i dati anagrafici siano correttamente compilati. Se il template Bio manca, inseriscilo tu stesso o, in alternativa, metti l'avviso {{tmp\|Bio}} che ne segnala la mancanza. Se i dati riportati sono sbagliati, correggi direttamente la voce biografica; le modifiche saranno visibili in questa lista entro pochi giorni. Per chiarimenti vedi il progetto biografie. La lista contiene solo le 48 persone che sono citate nell'enciclopedia e per le quali è stato implementato correttamente il template Bio. Pagina aggiornata al 18 nov 2014. |

Questa è una lista di persone presenti nell'enciclopedia che hanno il prenome Giorgos, suddivise per attività principale.

## Calciatori
- Giōrgos Agorogiannīs, ex calciatore greco (n.1966)
- Giōrgos Alexopoulos, calciatore greco (Atene, n.1977)
- Giōrgos Andrianopoulos, calciatore greco (n.1903 - †1980)
- Giōrgos Arestī, calciatore cipriota (Larnaca, n.1994)
- Giorgos Aristidou, ex calciatore cipriota (n.1948)
- Giōrgos Christodoulou, ex calciatore cipriota (Nicosia, n.1965)
- Giōrgos Delīkarīs, ex calciatore greco (n.1951)
- Giorgos Economides, calciatore cipriota (Nicosia, n.1990)
- Giorgos Eleftheriou, calciatore cipriota (Nicosia, n.1984)
- Giōrgos Fōtakīs, calciatore greco (Calamata, n.1981)
- Giorgos Hatziandreou, calciatore greco (n.1899)
- Giōrgos Kalafatīs, calciatore greco (Atene, n.1890 - Atene, †1964)
- Giōrgos Katidīs, calciatore greco (Salonicco, n.1993)
- Giōrgos Katsikas, calciatore greco (Salonicco, n.1990)
- Giōrgos Kōnstantī, calciatore cipriota (Limassol, n.1980)
- Giorgos Koutroubis, calciatore greco (Atene, n.1991)
- Giōrgos Lemesios, ex calciatore cipriota (n.1961)
- Giōrgos Merkīs, calciatore cipriota (Limassol, n.1984)
- Giōrgos Mparkoglou, calciatore greco (n.1978)
- Giorgos Nicolaou, ex calciatore cipriota (n.1982)
- Giōrgos Panagī, calciatore cipriota (Larnaca, n.1986)
- Giōrgos Pelagias, calciatore cipriota (Nicosia, n.1985)
- Giōrgos Samaras, calciatore greco (Candia, n.1985)
- Giorgos Savvides, ex calciatore e allenatore di calcio cipriota (Nicosia, n.1961)
- Giōrgos Theodōridīs, calciatore greco (Francoforte sul Meno, n.1980)
- Giorgos Tzavelas, calciatore greco (Vironos, n.1987)
- Giōrgos Vasileiou, calciatore cipriota (Limassol, n.1984)

## Cestisti
- Giōrgos Apostolidīs, cestista greco (Salonicco, n.1984)
- Giorgos Balogiannis, ex cestista greco (Atene, n.1971)
- Giorgos Bartzokas, ex cestista e allenatore di pallacanestro greco (Atene, n.1965)
- Giorgos Bosganas, ex cestista greco (Sydney, n.1968)
- Giōrgos Diamantopoulos, cestista greco (Cholargos, n.1980)
- Giōrgos Gasparīs, ex cestista greco (Atene, n.1965)
- Giōrgos Geōrgakīs, cestista greco (Amarousio, n.1991)
- Giōrgos Kalaitzīs, cestista greco (Volo, n.1976)
- Giorgos Karagoutis, ex cestista greco (Atene, n.1976)
- Giōrgos Kolokythas, cestista greco (n.1945 - Atene, †2013)
- Giōrgos Mpogrīs, cestista greco (Atene, n.1989)
- Giōrgos Palalas, cestista cipriota (Limassol, n.1981)
- Giōrgos Pantazopoulos, ex cestista greco (Atene, n.1972)
- Giōrgos Papadakos, ex cestista canadese (Toronto, n.1965)
- Giōrgos Printezīs, cestista greco (Atene, n.1985)
- Giōrgos Sigalas, ex cestista e allenatore di pallacanestro greco (Peristeri, n.1970)
- Giōrgos Tsiakos, cestista greco (n.1982)
- Giōrgos Tsiaras, cestista greco (Larissa, n.1982)

## Poeti
- Giorgos Seferis, poeta, saggista e diplomatico greco (Smirne, n.1900 - Atene, †1971)

## Politici
- Giorgos Kaminis, politico greco (New York, n.1954)
- Giorgos Papakonstantinou, politico greco (Atene, n.1961)